# Teenage Dream

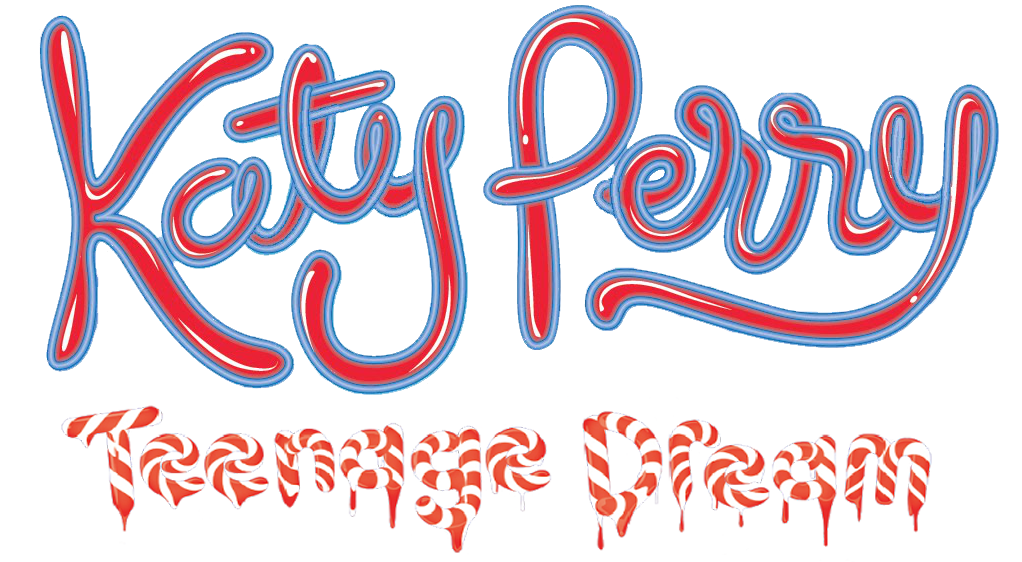

Teenage Dream este treilea album de studio al cântăreței americane Katy Perry. A fost lansat în toată lumea pe 30 august 2010 de casa de discuri Capitol Records.
Primul single de pe album, California Gurls, a fost lansat oficial în 11 mai 2010, cu rapper-ul Snoop Dogg.

## Ordinea pieselor pe disc
Versiunea standard
1. „Teenage Dream“ – 3:47
2. „Last Friday Night (T.G.I.F.)“ – 3:50
3. „California Gurls“ – 3:56
4. „Firework“ – 3:47
5. „Peacock“ – 3:51
6. „Circle the Drain“ – 4:32
7. „The One That Got Away“ – 3:47
8. „E.T.“ – 3:26
9. „Who Am I Living For?“ – 4:08
10. „Pearl“ – 4:07
11. „Hummingbird Heartbeat“ – 3:32
12. „Not Like the Movies“ – 4:01